# 查尔斯·布朗 (水球运动员)
查尔斯·布朗（英語：Charles Brown，？—），新西兰男子水球运动员。他曾代表新西兰国家队参加1950年大英帝国运动会水球比赛，获得一枚银牌。